# Phoxinus issykkulensis
Phoxinus issykkulensis är en fiskart som beskrevs av Berg 1912. Phoxinus issykkulensis ingår i släktet Phoxinus och familjen karpfiskar. Inga underarter finns listade i Catalogue of Life.